# Taikan Yokoyama
Taikan Yokoyama (jap. 横山 大観 Yokoyama Taikan), właśc. Hidemaro Sakai (jap. 酒井 秀麿 Sakai Hidemaro); ur. 2 listopada 1868 w Mito, zm. 26 lutego 1958 w Tokio – japoński malarz, uważany za najwybitniejszego przedstawiciela stylu nihonga.

## Życiorys
Pochodził z rodziny samurajskiej. Po upadku systemu feudalnego jego rodzina zajęła się produkcją sake, a w 1878 roku przeprowadziła się z rodzinnego Mito do Tokio.  Taikan kształcił się wpierw w tokijskiej szkole języka angielskiego.
Taikan studiował malarstwo w stylu zachodnim (yōga) u Bunzaburō Watanabego i malarstwo nihonga u Masa’aki Yukiego, w 1889 roku zdał egzaminy na nowo utworzoną Tokijską Akademię Sztuki (Tōkyō Bijutsu Gakkō). W trakcie studiów był uczniem Gahō Hashimoto, zapoznając się z twórczością szkół Kanō i Maruyama oraz malarstwem yamato-e, które połączył później z technikami zapożyczonymi z malarstwa zachodniego. Innym nauczycielem, który miał znaczący wpływ na Taikana był Kakuzō Okakura. Po studiach, uczył przez rok w szkole sztuk pięknych w Kioto (prekursorce dzisiejszego Uniwersytetu Sztuk Pięknych Miasta Kioto, 京都市立芸術大学, Kyōto Shiritsu Geijutsu Daigaku) i wraz z Shunsō Hishidą studiował dzieła dawnych mistrzów yamato-e w zbiorach w tym mieście.
W 1896 roku otrzymał posadę jokyōju (w przybliżeniu adiunkta) na Tokijskiej Akademii Sztuki, wkrótce jednak zrezygnował z niej na znak protestu przeciwko zwolnieniu jej dyrektora, Kakuzō Okakury. W 1898 roku został współzałożycielem powołanej pod auspicjami Okakury Japońskiej Akademii Sztuk Pięknych (Nihon Bijutsu-in). W 1903 roku odbył podróż do Indii, w latach 1904–1905 do Europy i Ameryki Północnej, a w 1910 roku odwiedził też Chiny, gdzie studiował chińskie pierwowzory tradycyjnego malarstwa japońskiego. W 1930 roku na dużej wystawie japońskiego malarstwa w Rzymie wystawił wielkoformatowy obraz na parawanach Wiśnie w nocy.
Był rzecznikiem ochrony i działań na rzecz odrodzenia tradycyjnego malarstwa japońskiego. Jego sztuka ma charakter eklektyczny, łączący elementy malarstwa japońskiego, chińskiego i zachodniego. Malował prawie wyłącznie tuszem, niekiedy stosując także kolor. Na przełomie XIX i XX wieku wspólnie z Shunsō Hishidą stworzył nurt malarstwa bez konturów (mōrō-tai), w którym tradycyjnie określające kontury i szczegóły form linie zastąpione zostały przez plamy tuszu, w późniejszym czasie jednak odszedł od niego. Po śmierci Hishidy w 1911 roku został głównym przedstawicielem malarstwa nihonga w Tokio i przyczynił się do renesansu tradycyjnego malarstwa monochromatycznego tuszowego i malarstwa na parawanach. W latach 30. zwrócił się bardziej ku japońskim tradycjom, tak w formie jak i w tematyce obrazów  (np. widoki góry Fuji). W czasie wojny optymizm jego wczesnych dzieł ustąpił miejsca surowej powadze i poczuciu surowego majestatu.
W 1931 roku został mianowany artystą dworu cesarskiego (teishitsu gigei-in). Był członkiem Cesarskiej Akademii Sztuk Pięknych (Teikoku Geijutsu-in). W 1937 roku został odznaczony Orderem Kultury. Mimo wielu zaszczytów, jakie nań spłynęły, pozostał twórcą niezależnym, na którego nie mieli przemożnego wpływu ani mecenasi, ani uczniowie.

## Galeria

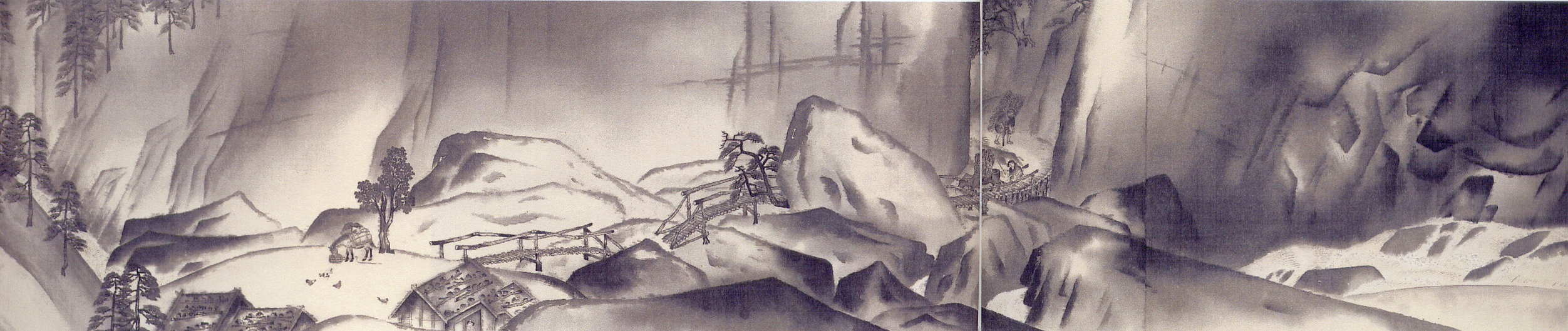
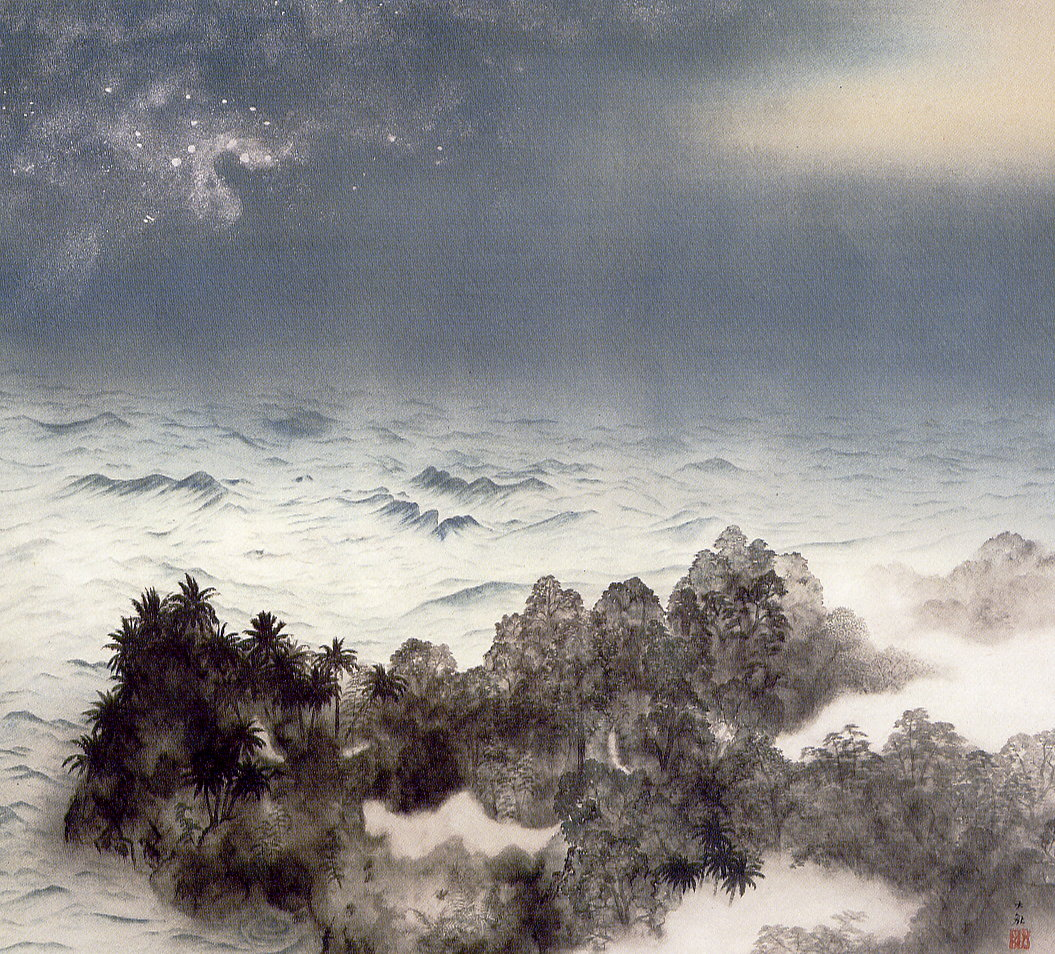
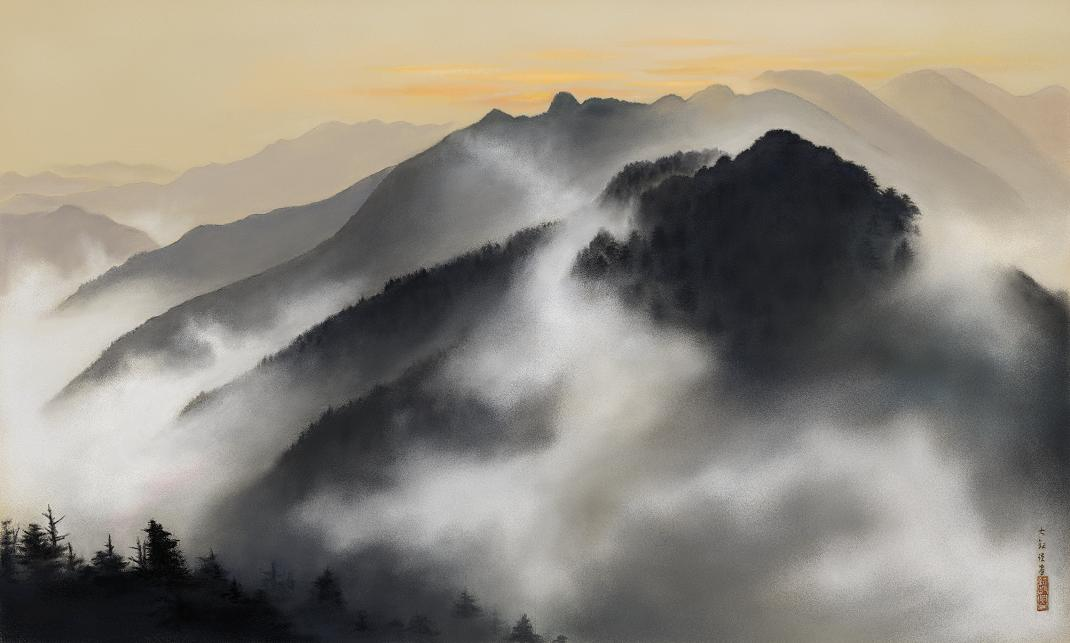
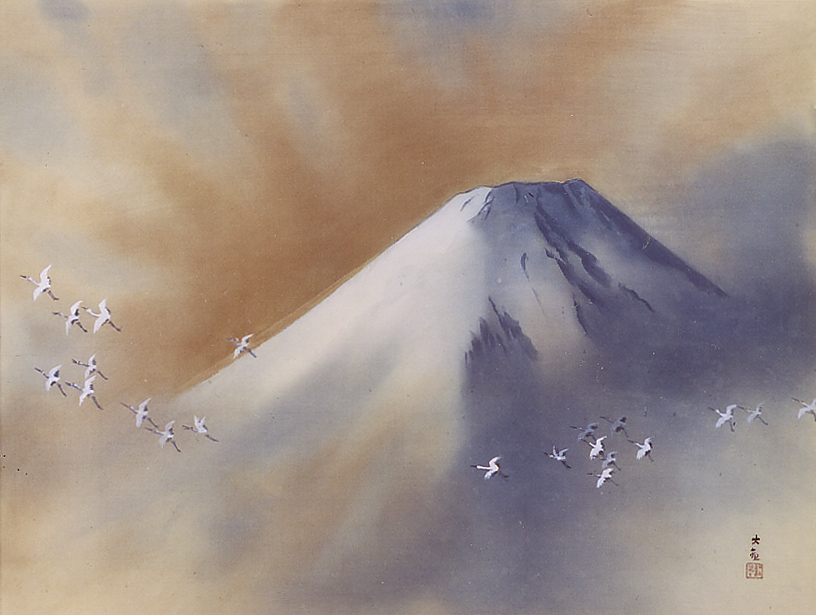
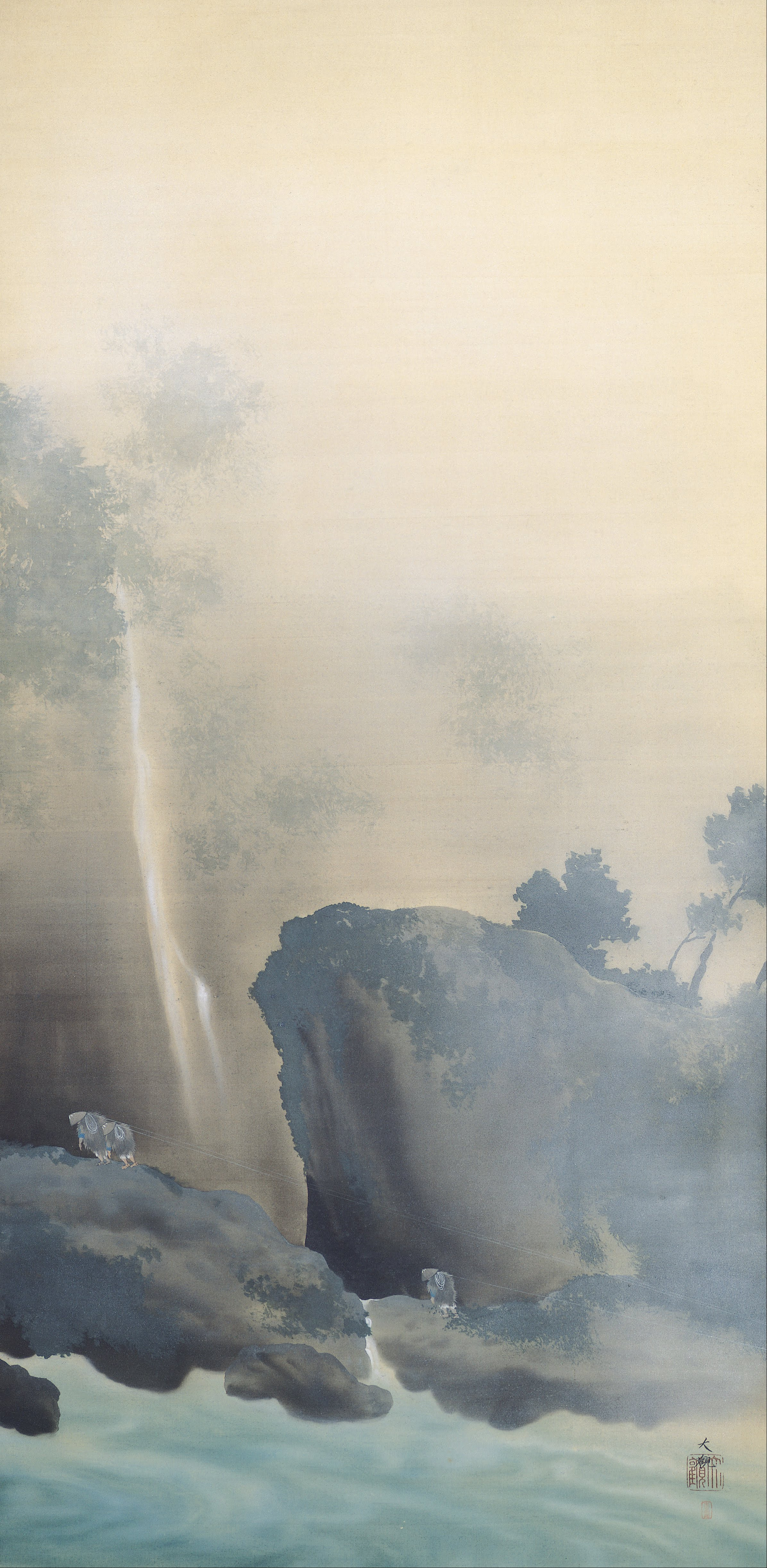
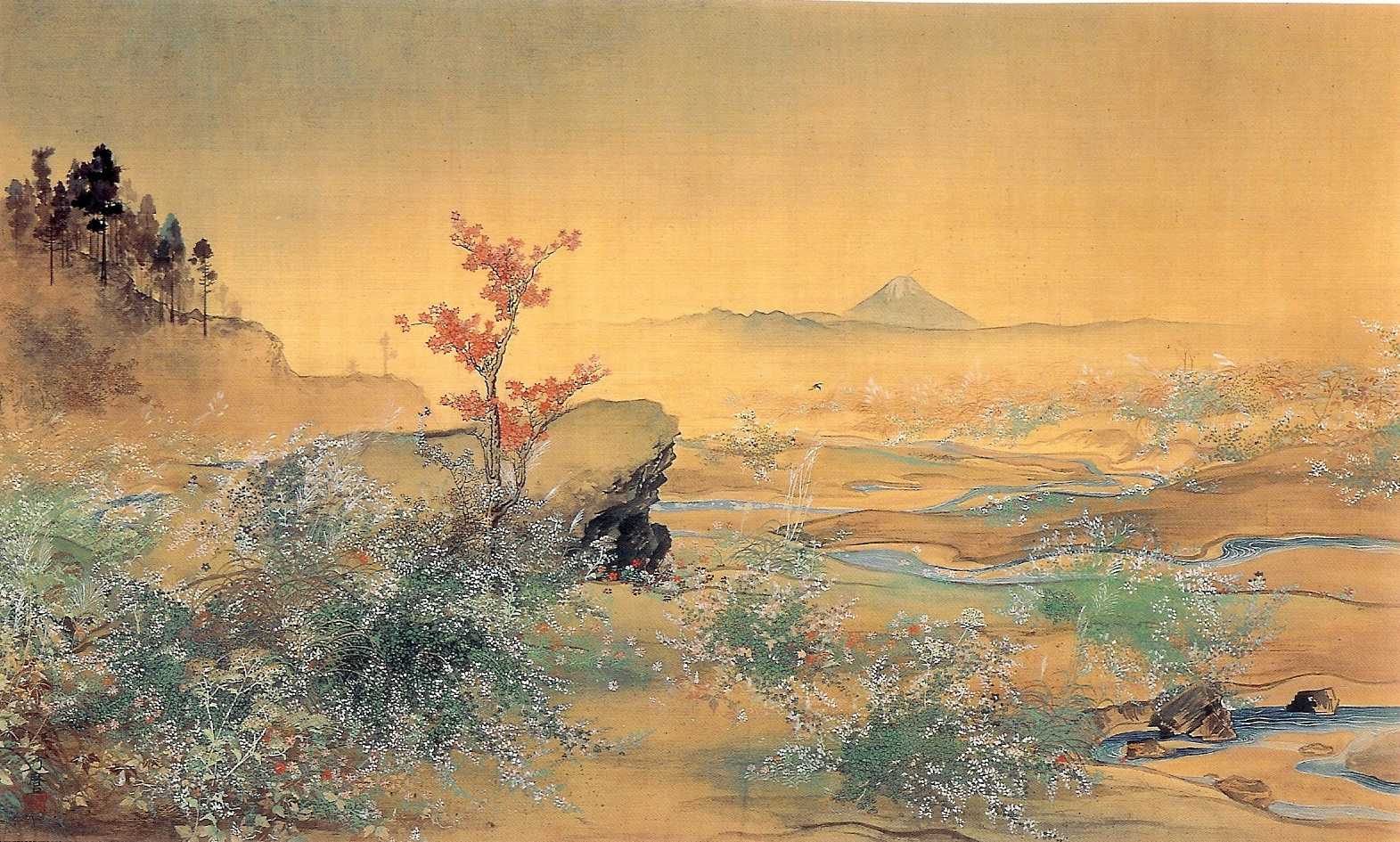
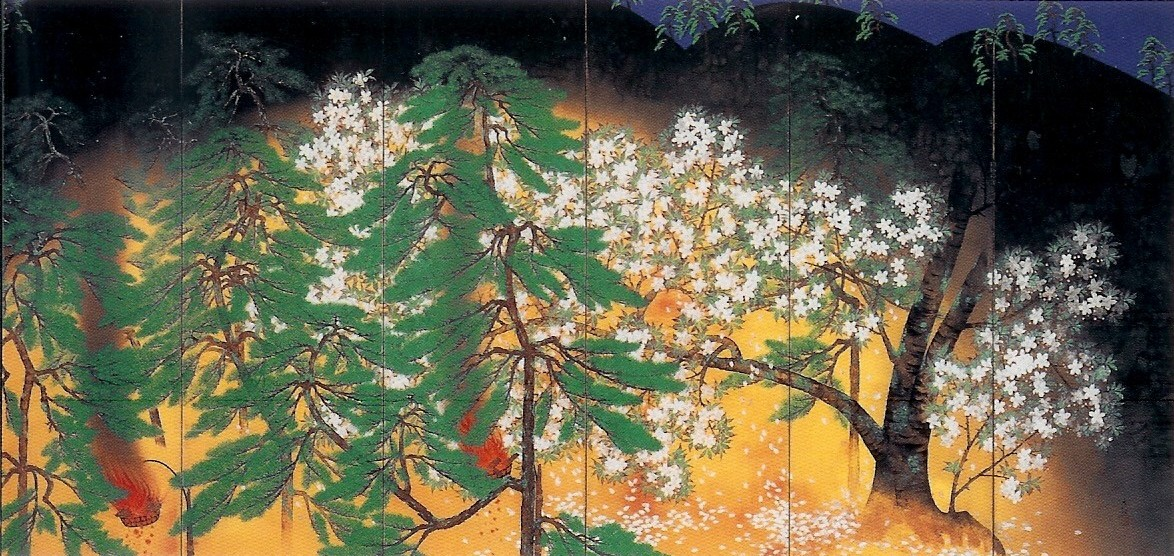
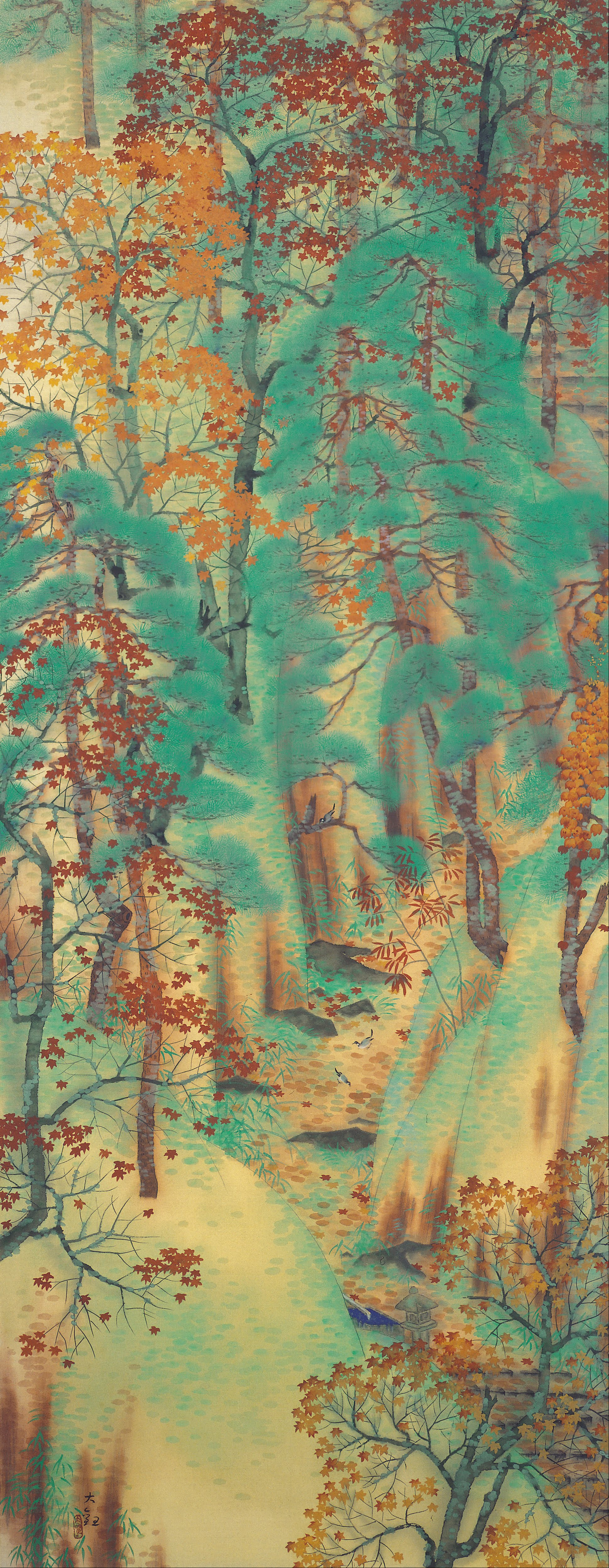